# 竜ヶ崎飛行場
竜ヶ崎飛行場（りゅうがさきひこうじょう）は、茨城県龍ケ崎市にある飛行場。川田工業株式会社が所有し、新中央航空株式会社が管理している。

## 概要
1965年（昭和40年）に設置者・日商岩井株式会社（現：双日株式会社）、管理者・日商岩井航空企業株式会社により開設された。開設後に設備などを整え、操縦士育成や遊覧飛行を行う事業を1969年11月11日に開始し、実質的に開場した。
1971年（昭和46年）からしばらく、当飛行場から村営新島飛行場まで中央航空の不定期便の就航があったが、同便が調布飛行場発着に変更されて以降、定期便は就航していない。その後、中央航空の事業を引き継いだ、新中央航空の本拠地となり本社が設置された。所有機（ドルニエ 228）等の整備や、セスナ機による遊覧飛行を行っている。軽飛行機の拠点であり、パイロット操縦訓練が盛んに行われている。
成田国際空港に近く、飛行場周辺上空は成田国際空港の航空交通管制を受けるため、飛行に一定の制約がある。約5km南に、主にグライダーなどに使われる大利根飛行場がある。飛行場としての用途だけでなく、ドラッグレースのコースとしても用いられる。

## 利用航空会社・団体
- 新中央航空
- 宇宙航空研究開発機構（JAXA）

- 新中央航空本社
- 同飛行場駐機場

## 空撮ギャラリー
- 竜ヶ崎飛行場の空中写真（1965年）
国土交通省 国土地理院 地図・空中写真閲覧サービスの空中写真を基に作成
- 竜ヶ崎飛行場港付近の空中写真（1989年）
国土交通省 国土地理院 地図・空中写真閲覧サービスの空中写真を基に作成
- 竜ヶ崎飛行場の空中写真（2010年）
国土交通省 国土地理院 地図・空中写真閲覧サービスの空中写真を基に作成
- 竜ヶ崎飛行場を北側から空撮（2018年）